# Creator
Ne doit pas être confondu avec The Creator.
Pour plus de détails, voir Fiche technique et Distribution.
Creator est un film américain réalisé par Ivan Passer, sorti en 1985.

## Synopsis
Harry Wolper est un lauréat de Prix Nobel en biologie, obsédé par la possibilité de cloner sa bien-aimée défunte épouse, Lucy. Aidé par l'étudiant Boris Lafkin et une fille excentrique donneuse d'ovule, Meli, le médecin réussit enfin dans le processus de clonage, mais les événements qui ont conduit à cette réalisation créent des liens solides entre lui et Meli et aussi entre Boris et sa condisciple, Barbara. Enfin, Harry se rend compte qu'il est amoureux de Meli et interrompt le processus de clonage en jetant les dernières cellules de Lucy dans la mer.

## Fiche technique
- Titre : Creator
- Réalisation : Ivan Passer
- Scénario : Jeremy Leven, d'après sa nouvelle éponyme
- Musique : Sylvester Levay
- Photographie : Robbie Greenberg
- Montage : Richard Chew
- Production : Stephen J. Friedman
- Sociétés de production : Kings Road Entertainment, Polydor Communications & Universal Pictures
- Société de distribution : Universal Pictures
- Pays de production :  États-Unis
- Langue : Anglais
- Format : Couleurs - 1,85:1 - Stéréo - 35 mm
- Genre : Comédie romantique et science-fiction
- Durée : 104 min
- Dates de sortie :
  - États-Unis : 20 septembre 1985
  - France : 20 janvier 1987

## Distribution
- Peter O'Toole : Dr. Harry Wolper
- Vincent Spano : Boris Lafkin
- Mariel Hemingway : Meli
- Virginia Madsen : Barbara Spencer
- David Ogden Stiers : Dr. Sid Kullenbeck
- John Dehner : Paul
- Karen Kopins : Lucy Wolper
- Kenneth Tigar : Pavlo
- Elsa Raven : Mme Mallory
- Lee Kessler : Mme Pruitt
- Rance Howard : M. Spencer
- Ellen Geer : Mme Spencer
- Ian Wolfe : le professeur Brauer
- Mike Jolly : Boom-Boom
- Burton Collins : Lyman
- Eve McVeagh (non créditée) : la vieille dame avec le singe

## Autour du film
- Le tournage s'est déroulé à Crystal Cove, Irvine, San José et Santa Cruz, ainsi qu'à l'Université de Californie.
- Lors d'une scène, Harry raconte à Boris que Lucy est une ancienne Miss New Jersey. L'actrice Karen Kopins, qui interprète le rôle de Lucy a, en réalité, été élue Miss Connecticut en 1977.

## Bande originale
- I'm a Woman, composé par Jerry Leiber & Mike Stoller
- String Trio Rock, composé par Mark K. Cargill